# La tormenta (novela)
La tormenta (en inglés: The Gathering Storm) es una novela de fantasía de los escritores estadounidenses Robert Jordan y Brandon Sanderson, el decimosegundo libro de la saga La rueda del tiempo. Quedó incompleta cuando Jordan murió el 16 de septiembre de 2007, por amiloidosis cardíaca. Su viuda Harriet McDougal y su editor Tom Doherty eligieron a Sanderson para continuar el libro.
Originalmente, Jordan pretendía terminar la saga en un solo volumen titulado Un recuerdo de luz, pero cuando Sanderson comenzó a escribir el libro, se hizo evidente que se necesitaba dividirlo, ya que se creía que un solo volumen sería demasiado grande para imprimir. El esperado libro final se dividió en tres volúmenes: La tormenta, Torres de medianoche y Un recuerdo de luz. Los libros se publicarían con un año de diferencia con el primer volumen, La tormenta, publicado el 27 de octubre de 2009; una semana antes de lo anunciado originalmente. Tras su lanzamiento, inmediatamente alcanzó la posición número 1 en la lista de best-sellers de ficción del New York Times, convirtiéndose en el quinto libro consecutivo de La rueda del tiempo en lograr esta hazaña.
Los tres libros abarcan lo que se puede considerar la visión final de Jordan de la saga. En el prólogo, Sanderson afirma que se los puede considerar como «los tres volúmenes de Un recuerdo de luz o como los últimos tres libros de La rueda del tiempo. Ambos términos son correctos». También comenta sobre el estilo de escritura diferente, sugiriendo que podría ser comparado con diferentes directores de cine dirigiendo el mismo guion. 

## Resumen de la trama
La historia de la saga ha llevado a la «Última batalla» (Tarmon Gai'don), una lucha entre las fuerzas de la Luz y la Sombra. Según la profecía de la saga, el protagonista principal, Rand al'Thor, el Dragón Renacido, «luchará la batalla», y debe estar presente para que las fuerzas de la Luz tengan la oportunidad de ganar y detener el ser conocido como el Oscuro, el principal antagonista, a escapar de su prisión.
La tormenta trata de unir muchos hilos argumentales, pero se centra en dos personajes, Rand al'Thor y Egwene al'Vere. Mientras sigue los intentos de al'Thor de unir y reunir a las fuerzas mundiales para la Última Batalla, también aborda su lucha por mantener la cordura, causada por la corrupción que existe en su mente por el uso de la mitad masculina del Poder Único. La unificación de la Torre Blanca, la sede de las encauzadoras de Poder Único conocida como Aes Sedai, se aborda desde la perspectiva de al'Vere, así como la exposición del Ajah Negro, una facción a favor del Oscuro. Mientras que las historias de otros personajes principales como Perrin Aybara y Mat Cauthon se mencionan brevemente, tienen poco que ver con la trama principal. Algunos personajes principales como Elayne Trakand y Lan Mandragoran no aparecen en absoluto, pero se hace referencia a ellos.

## Sinopsis

#### Rand al'Thor
Cuando comienza la historia de Rand, está restaurando el orden en la nación de Arad Doman mientras busca a Graendal, una de las renegadas favoritas del Oscuro. Las Aes Sedai trabajan con Rand para interrogar a Semirhage, otra renegada capturado al final de Cuchillo de sueños. Después de ser liberada por sus aliados, Semirhage recibe un a'dam conocido como el Dogal de Dominio, un elemento utilizado para controlar a los encauzadores masculinos, y lo coloca alrededor del cuello de Rand. Ella y la hermana del Ajah Negro, Elza Penfell, lo usan para torturarlo e intentar matar a su amante, Min Farshaw. Incapaz de encauzar, extiende la mano e inexplicablemente accede al Poder Verdadero, un poder diferente normalmente otorgado por el Oscuro. Rand lo usa para liberarse y matar a Semirhage y Elza. Después de esto, resuelve hacerse más duro y sin emociones. Destierra a su consejera Cadsuane Melaidhrin por no asegurar el Dogal del Dominio, prometiendo matarla si vuelve a ver su cara.
Rand tiene un encuentro con los Seanchan, una civilización que invadió el continente a principios de la saga. Su líder Tuon rechaza la oferta de Rand de una tregua después de sentir un aura oscura que emana de Rand después de canalizar el poder verdadero. Después de la reunión, Tuon se declara Emperatriz y prepara un ataque sorpresa contra la Torre Blanca.
El escondite de Graendal se ubica en un palacio remoto. Confirmando su presencia, Rand usa el Choedan Kal masculino, un poderoso artefacto mágico, para eliminar todo el edificio con fuego compacto, una magia que desaparece al objetivo del tiempo. Esto horroriza a Min y Nynaeve al'Meara y recurren a Cadsuane en busca de ayuda. Renunciando a salvar a Arad Doman de los Seanchan y el hambre, Rand regresa a la ciudad de Tear.
Nynaeve, bajo las instrucciones de Cadsuane, localiza a Tam al'Thor, el padre de Rand, quien se encuentra con Rand en un intento de romper su aislamiento emocional. Rand se enoja cuando se entera de que Tam fue enviado por Cadsuane, y casi mata a su padre antes de huir horrorizado por lo que casi había hecho. Rand viaja a la ciudad de Ebou Dar, controlada por los Seanchan, con la intención de destruir a todo su ejército, pero se muestra reacio a actuar después de ver cuán pacífica es la ciudad. Casi loco de rabia y dolor, viaja a la cima de la Montaña del Dragón, el lugar en donde se suicidó en una vida pasada. Enojado por la inutilidad de su vida atada a la rueda del tiempo, usa el Choedan Kal para atraer poder suficiente para destruir el mundo. Lews Therin, una voz en la cabeza de Rand de su vida pasada, sugiere que al renacer uno tiene la oportunidad de hacer las cosas bien. De acuerdo con este pensar, Rand conviene el poder del Choedan Kal contra sí mismo, destruyendolo. Rand finalmente puede reír de nuevo.

#### Egwene al'Vere
El segundo hilo principal de la trama sigue a Egwene al'Vere, líder de la facción rebelde de las Aes Sedai. Después de su captura por la Torre Blanca en el libro anterior, Egwene trabaja para socavar el reinado de Elaida a'Roihan y reparar la división que está causando en la Torre Blanca. Inicialmente se le concede la libertad de la torre como novicia, pero después de denunciar públicamente a Elaida, esta la nombra una seguidora del Oscuro, y ordena su encarcelamiento. Cuando Elaida no puede probar su acusación, Egwene es liberada.
Egwene regresa a su habitación para encontrar a Verin Mathwin, quien se descubre como miembro del Ajah Negro. Aprovechando una ambigüedad en el juramento del Ajah, que Verin misma había jurado que no podía traicionarlos «hasta la hora de su muerte», se envenena fatalmente, permitiéndole utilizar su último aliento para revelarle todo lo que ha aprendido a Egwene. Verin explica que, aunque se vio obligada a jurar o enfrentar la muerte, utilizó el puesto para investigar al Ajah. Le da a Egwene un diario que detalla la estructura del grupo y casi todos los miembros antes de sucumbir al veneno.
Cuando los Seanchan atacan a la Torre Blanca, su división impide una defensa efectiva. Muchas Aes Sedai son capturadas o asesinadas hasta que Egwene, al frente de un grupo de novicias, logra expulsarlos. Siuan Sanche, Gawyn Trakand y Gareth Bryne organizan un rescate de Egwene. La encuentran tan agotada que no puede protestar cuando la liberan, en contra de sus órdenes. Después de despertarse en el campamento rebelde, argumenta que pueden haber arruinado sus posibilidades de obtener crédito en la Torre por la derrota de los Seanchan.
Egwene comienza a exponer al Ajah Negro entre las rebeldes, exigiendo a cada hermana que vuelva a jurar los Tres Juramentos sobre la Vara Juratoria. Cincuenta hermanas son expuestas y ejecutadas, mientras que veinte logran escapar. Aprovechando las debilitadas defensas de la Torre Blanca después de la incursión Seanchan, las rebeldes preparan un ataque inmediato. Justo antes de que se monte el ataque, las Aes Sedai de la Torre anuncian que Elaida fue capturada en el ataque Seanchan, y que eligieron a Egwene como su líder, la Sede Amyrlin. Las rebeldes regresan y comienzan a reconstruir la Torre.

## Escritura

### La enfermedad y muerte de Jordan (2005-2007)
Robert Jordan comenzó a escribir la novela final, Un recuerdo de luz, antes del lanzamiento de la novela anterior Cuchillo de sueños en 2005. Programada su publicación por Tor Books en 2009, tenía la intención de concluir la saga, que comenzó en 1990 con El ojo del mundo, originalmente concebida como una saga de cuatro o cinco libros. Según Forbes, Jordan tenía la intención de que fuera el último tomo «incluso si alcanzaba las 2.000 páginas». Después de que Jordan enfermó gravemente en diciembre de 2005 de una enfermedad rara, amiloidosis cardíaca, aún tenía la intención de terminar al menos Un recuerdo de luz, y por lo tanto, completar el principal argumento de la novela, si «lo peor llega a peor». Más tarde hizo los preparativos en caso de que no pudiera terminar la novela. «Estoy sacando notas, así que si sucede lo peor, alguien podria terminar Un recuerdo de luz y hacer que termine como quiero que termine». Poco antes de su muerte, Jordan hizo una presentación del final la novela en una sesión de dos horas y media para su esposa y primo, Wilson W. Grooms, Jr. Grooms declaró en una publicación posterior de blog «¡se convirtió en un juglar y nos contó todo a Harriet y a mí!».
La novela no se completó en el momento de la muerte de Jordan el 16 de septiembre de 2007. Su viuda Harriet McDougal y su editor, el presidente de Tor Books Tom Doherty tomaron la decisión de que el libro se completaría póstumamente, con McDougal diciendo: «Me entristece ver que la saga termine. Pero estaría mucho más angustiado de dejarla inacabada e incompleta para siempre».
El 11 de diciembre de 2007, cuatro meses después de la muerte de Jordan, se anunció que McDougal había elegido a Brandon Sanderson para terminar la última novela de la saga, aunque la decisión en sí se había tomado el mes anterior. Sanderson había sido elegido en parte porque McDougal había leído y le gustaban sus novelas, y en parte por unas palabras póstumas que había escrito para Jordan. McDougal más tarde amplió sus razones, diciendo: «Creo que [él] tiene un sentimiento natural por las cuestiones éticas y morales de la vida».

### Brandon Sanderson (2007–2009)
Brandon Sanderson quedó devastado por la noticia de la muerte de Jordan; había sido fanático de la saga desde que tenía 15 años y citó a Jordan como una inspiración. Para el momento Sanderson era conocido por la novela Elantris y la serie Mistborn, no quería imitar el estilo de Jordan ya que sentía que «se convertiría en parodia».
En una entrevista con Sci Fi Wire, Sanderson declaró que era un gran honor tener la oportunidad de completar la saga, pero admitió que no iba a poder reemplazar a Jordan. Algunas partes del libro estaban casi terminadas por Jordan, mientras que otras tenían solo un par de párrafos para describir una escena de veinte páginas, pero Sanderson describió las notas de Jordan como «asombrosas». Luego explicó que «la cantidad de material adicional que Jordan dejó es lo que hace posible este libro suceda». En declaraciones a The Guardian, afirmó que «aunque a algunas personas no les gustaría el libro, y que se le culpará de cualquier error, el ganaba solo por ser parte de esto». Durante febrero de 2008 Sanderson volvió a leer toda la saga, publicando sus impresiones de cada novela en su blog. La relectura duró hasta marzo de 2008, momento en el que «comenzó a comprender la naturaleza desalentadora de este libro», con tantas líneas argumentales que debían resolverse.
Al escribir el libro Sanderson fue asistido por Maria Simons, asistente de Jordan antes de su muerte y su «mano derecha», y Alan Romanczuk, el gerente de continuidad de la saga, conocido como «Team Jordan». Sanderson eventualmente les dedicó la novela, escribiendo que «sin ellos este libro no hubiera sido posible».
Sanderson trabajo originalmente para un objetivo de colocar 200.000 palabras en la novela, luego 250,000 palabras y en abril de 2008, 400.000 palabras. A fines de octubre de 2008, la estimación de 400.000 todavía estaba vigente. Más adelante, Sanderson estimó que la longitud final de Un recuerdo de luz era de al menos 750.000 palabras. Apareció información en Internet relacionada con el libro, con una portada en borrador que sugería que se dividiría en volúmenes. El 30 de marzo de 2009, Tor Books confirmó que Un recuerdo de luz se dividiría en tres volúmenes, el primero de los cuales, La tormenta, se lanzaría el 3 de noviembre de 2009. Esta fecha se cambió posteriormente al 27 de octubre de 2009, una semana antes de lo planeado.
Aunque el propio Jordan había prometido solo una novela, según Sanderson, ni la viuda de Jordan ni Doherty creían que podía lograrlo. Sanderson afirmó que no podía hacer justicia a la historia de los personajes con un solo volumen, por lo que una división era inevitable. Se tomó la decisión de dividir la novela final en tres volúmenes separados, en lugar de dos, de modo que un volumen de tamaño razonable se pudiera lanzar en la fecha prometida de noviembre de 2009. Sanderson ha declarado que si la novela hubiera permanecido como un solo volumen, no hubiera podido ser lanzado antes de noviembre de 2011, y probablemente habría sido tan grande (alrededor de 2.000 páginas) que sería imposible de publicar.
Sanderson declaró que sin la división tendría que haber «apresurado la historia para llegar al clímax» y sacrificaría varios aspectos incluso de personajes importantes, y finalmente decidió que «La rueda del tiempo merecía algo mejor».
El primer volumen originalmente estaba destinado a ser titulado Un recuerdo de luz: Gathering Clouds. Los otros volúmenes tenían los subtítulos Shifting Winds y Tarmon Gai'don para la segunda y tercera entregas, respectivamente. En el momento en que se eliminó el título Un recuerdo de luz porque las librerías estaban preocupadas de que fuera confuso, Sanderson decidió que el subtítulo Gathering Clouds era «demasiado genérico, demasiado básico» como para usarlo como título por sí mismo. McDougal se decidió por La tormenta basándose en las sugerencias de Doherty. Sanderson afirmó luego que consideraba el nombre como «uno de los títulos más insulsos de La rueda del tiempo».

### Lanzamiento (2009)
Tor Books publicó varias muestras de La tormenta antes de su lanzamiento. El primer y segundo capítulo se lanzaron gratuitamente el 4 y el 23 de septiembre de 2009. Un libro electrónico del prólogo, «Lo que significa La tormenta», fue lanzado para su compra el 17 de septiembre de 2009. Antes del lanzamiento, los títulos finales de las dos últimas novelas también se revelaron como Torres de medianoche y Un recuerdo de luz para los libros 13 y 14, respectivamente. Sanderson destacó que usar el título Un recuerdo de luz para la novela final era «la mejor manera de honrar los deseos del Sr. Jordan».
La tormenta fue lanzada el 27 de octubre de 2009, con una tirada inicial de un millón de libros. Sanderson apoyó el lanzamiento con una gira de 25 firmas de libros por varias ciudades de Norteamérica, con McDougal asistiendo a algunos eventos. El primer evento de la gira fue una fiesta de lanzamiento a medianoche en Provo, Utah, con la asistencia de varios cientos de fanáticos de la saga. Kate Reading y Michael Kramer, que produjeron todos los audiolibros de la saga, lanzaron, produjeron y leyeron el audiolibro de La tormenta completo.

## Recepción
La tormenta, al igual que los cuatro libros anteriores de la saga, entró en la lista del best sellers de ficción de The New York Times para la semana del 6 de noviembre de 2009; terminó con el reinado de siete semanas del Símbolo Perdido de Dan Brown. Cayó a la cuarta posición después de una semana. El libro se vendió bien en el Reino Unido; BookScan registro 13.017 copias vendidas en la primera semana de venta.
Tras el lanzamiento del libro, la recepción fue positiva. Se acordó que, en comparación con otros libros de la saga, el ritmo era más rápido. Se resolvieron muchas subtramas, algo que Zack Handlen, escribiendo para The A.V. Club, encontró satisfactorio diciendo que el libro tenía «una voluntad bendecida de atar cabos sueltos», algo que sentía que Jordan no había querido hacer. En una reseña positiva, Seth Bracken de Deseret News explicó que el ritmo era discordante pero también «crea una sensación de urgencia». Los críticos notaron que el estilo de Sanderson aparece en la novela, Handlen sintió que la prosa de Sanderson «carece de algún golpe descriptivo» en comparación con Jordan. Michael Mason-D'Croz, escribiendo para el Lincoln Journal Star, destacó que «la voz de Sanderson se hace notar a través de La tormenta», describiendo el libro como el «fanfiction definitivo».

## Temas
Hay varios temas basados en eventos mundiales actuales y temas como la tortura. Sanderson, quien fue elegido para completar el libro en parte debido a su comprensión de problemas éticos y morales, admitió en una entrevista con Wired que estos problemas estaban en su mente, pero que no estaba haciendo intencionadamente una alegoría política. Continuó diciendo «la fantasía es, en esencia, inherentemente representativa». También describió la risa como un tema para el libro, ya que el personaje principal no podía reírse: «tenemos la risa terrible y la risa plena y alegre, y el silencio del pobre Rand en el medio».